# ذا كينغ أوف فايترز 11
ذا كينغ أوف فايترز 11 (بالإنجليزية: The King of Fighters 11)‏، هي لعبة فيديو قتال، طورت ونشرت بواسطة إس إن كي. هذا الجزء هو الحادي عشر من سلسلة ذا كينغ أوف فايترز. اللعبة صدرت لأول مرة على صالة الآركيد عام 2005، وصدرت على منصة بلاي ستيشن 2 في عام 2006م.

## القصة
خلال أحداث The King of Fighters 2003، قام موكاي وهو عضو في مجموعة غامضة تُعرف باسم "أولئك من الأرض البعيدة" بسرقة الختم الخاص بالشيطان أوروتشي، مستغلًا هذا الموقف، هاجم آش كريمسون تشيزورو كاجورا فيها. أضعفت الدولة وسرقت منها مرآة ياتا، مما أدى إلى استنزاف قواها في هذه العملية. في الوقت المناسب، يتم إنشاء بطولة جديدة تتبع القواعد الجديدة للبطولة السابقة، حيث يشارك كل من المقاتلين المعروفين والوافدين الجدد في المنافسة. من البطولة عضوان من "أولئك من الأرض البعيدة"، ويتألفون من خبير أسلحة يُدعى شيون ومتلاعب بالأبعاد يُدعى ماجاكي، والذين يعملون كزعماء فرعيين وأخيرين للعبة. بعد هزيمتهم، ماجاكي يحاول الهروب وسرقة قوة أوروتشي، ولكن بدلاً من ذلك ينتهي به الأمر بالقتل على يد حليفه شيون. وفي الفوضى التي تلت ذلك، يهاجم آش إيوري ياجامي الهائج (المتأثر بلعنة أعمال الشغب من الدم) الذي أصاب كلا من كيو بجروح خطيرة. كوساناجي وشينغو يابوكي، تمكنا من سرقة جوهرة ياساكاني منه.على الرغم من مواجهته من قبل صديقة طفولته المنفصلة إليزابيث بلانتورش وشريكيها بينيمارو نيكايدو ودو لون، تمكن آش من الهروب منهم بسرعة، محذرًا الثلاثي من أنه ينوي استهدافهم. كيو سيكون ضحيته الأخيرة في المستقبل القريب.

## أسلوب اللعب
تحتفظ اللعبة بعناصر اللعب من سابقتها والتي تتضمن معارك بين ستة شخصيات يمكنهم التمييز بين الأعضاء أثناء المعركة، كما أنها توفر ميزات جديدة تسمح للاعب بأداء حركات خاصة متعددة في وقت واحد. الجزء الحادي عشر الذي يجلبه إلى الامتياز هو الميزات الأولى (Quick Shift) والثانية (Saving Shift) والثالثة (Skill Bar) والرابعة (Dream Cancels). لا تزال مخزونات الطاقة التي كانت موجودة من قبل موجودة، ويتم ملؤها من خلال المواجهات داخل المقاتلين. يوجد الآن مخزون المهارات الذي يتراكم تدريجيًا بمرور الوقت. كل منها يبدأ الفريق المباراة وهو يحمل الحد الأقصى من مخزوني المهارة. وتستمر المناورات الهجومية، مثل الحركات اليائسة، وإلغاء الحراسة، وهجمات العلامات، في استخدام مخزونات الطاقة؛ ومع ذلك، فإن المناورات الأكثر دفاعية أو تكتيكية، مثل حركة(Guard Evasion)، وميزة (Saving Shift) والتحول السريع، استخدام مخزون المهارات.
تستخدم اللعبة، نظام التحول التكتيكي من الإصدار السابق. يتيح التحول السريع للاعب التغيير إلى شخصية أخرى في منتصف أي مجموعة كومبو، أو إطالتها، أو في منتصف أي هجوم، مما يؤدي إلى إلغاء الرسوم المتحركة للهجوم. الإطارات إذا لزم الأمر. تسمح ميزة (Saving Shift) للاعب بإخراج الشخصية عندما يتم ضربها، أو بمجرد إصابتها، على حساب كلا شريطي المهارة. آخر ميزة جديدة في لاحقتها هي الحلم إلغاء: مثل حركة (Super Cancel) التي ظهرا لأول مرة في الإصدار السادس في السلسلة، تتيح حركة (Dream Cancel) للاعبين استخدام الأسهم لمقاطعة حركة في منتصف تنفيذها، مع حركة أكثر قوة، مما يسمح بمجموعات مدمرة.
في حالة انتهاء المؤقت أثناء المباراة، لم يعد يتم تحديد الفائز بناءً على الحياة المتبقية، وبدلاً من ذلك، فإن شريط الحكم، وهو شريط دائري جديد يتكون من لونين، يمثل كل منهما لاعبًا، يحدد كمية مهارة كل لاعب. يتمكن فريقان من الفوز من خلال هزيمة جميع الشخصيات الثلاثة من الفريق المنافس، ويحدد مكان شريط الحكم من هو المنتصر، ويتأثر شريط الحكم بكل هجمة يشارك فيها اللاعبون، وتؤثر المجموعات على الشريط بشكل أكبر، ومتى عند هزيمة شخصية من الفريق المنافس، يتغير الخصم بشكل ملحوظ ضد ذلك اللاعب. وفي مناسبة نادرة عندما يكون الخصم في المنتصف تمامًا، ستنتهي المباراة بالتعادل وسيخسر كلا الجانبين. أضاف منفذ بلاي ستيشن 2 أوضاعًا متعددة غير موجودة في إصدار الآركيد. يمكن للاعب استخدام وضع فريق ملك المقاتلين الأصلي حيث لا يتم وضع علامة على الشخصيات بشكل عشوائي وبدلاً من ذلك يقاتلون بترتيب يقرره اللاعب. في وضع التحدي، يكون اللاعب هو نظرًا لمهام متعددة حيث يمكنهم فتح ما مجموعه سبعة أشخاص من لعبة NeoGeo Battle Colisseum.  هناك أيضًا وضع التحرير، حيث يمكن للاعب تغيير مظهر كل شخصية ومنحهم ألوانًا مختلفة مثل جعل كيو كوساناغي يطلق النيران الخضراء. بدلاً من اللون الأحمر.